# La Ferme de demain

La Ferme de demain (The Farm of Tomorrow) est un dessin animé réalisé par Tex Avery et sorti en 1954.

## Synopsis
Présenté comme un documentaire scientifique, une voix off explique tout au long du dessin animé les innovations technologiques qui à l’avenir devraient faciliter le fonctionnement d’une exploitation agricole et améliorer les rendements.
Le film s’intéresse plus particulièrement aux croisements, de plus en plus burlesques, entre races d’animaux pour augmenter la récolte d’œufs, pour augmenter le nombre de cuisses des poulets, pour faciliter la tonte des moutons ou encore le plumage des canards.  D’autres innovations tout aussi fantaisistes sont également imaginées pour les fruits et les légumes.

### Liste des gags
Le narrateur présente tour à tour :
1. un incubateur moderne, ressemblant à un grille-pain, destiné à couver les œufs de poule en quelques secondes à peine.  Un bouton de réglage permet de modifier la couleur des poussins ;
2. une machine à trier les œufs en fonction de leur taille dès la ponte.  La machine en question est en réalité d’un bar billiards avec des trous de différentes tailles.  Un œuf beaucoup plus petit que les autres roule vers le plus petit trou et éclot aussitôt.  Un poussin chétif en sort et d'une voix tonitruante hurle : « Mama! » ;
3. un croisement entre le maïs et les pois sauteurs du Mexique, évitant aux poules de se fatiguer à picorer toute la journée, les grains de maïs leur sautant désormais directement dans le bec ;
4. un croisement entre une poule et un perroquet.  De la sorte, dès que celle-ci a pondu un œuf elle peut en avertir le fermier ;
5. un croisement entre un poulet et une autruche, ce qui donnera des cuisses de poulet de dimension très supérieure ;
6. un croisement entre un poulet et un mille-pattes, pour donner un très grand nombre de cuisses de poulet ;
7. un croisement entre une poule et une machine à sous.  Le fermier tire sur le levier, qui n’est autre qu’une des ailes de la poule, et peut ramasser un grand nombre d’œufs en cas de victoire ;
8. une machine qui renifle les œufs pour s’assurer de leur fraîcheur.  La machine qui apparaît à l’écran rejette un œuf jaunâtre et malodorant.  Il en éclot une mouffette ;
9. un croisement entre une vache et un castor.  La vache, ainsi équipée d’une immense queue de castor, utilise celle-ci pour chasser et écraser les mouches qui tournent autour d’elle ;
10. une croisement entre une vache et un kangourou.  La vache peut ainsi remettre directement au laitier les bouteilles de lait qu’elle conserve dans sa poche ventrale, évitant ainsi au fermier de devoir la traire ;
11. un croisement entre le ver à soie et le Garter snake (serpent commun en Amérique du Nord), qui donne des sous-vêtements élégants pour les dames ;
12. un croisement entre un évier et un porc.  La ménagère peut ainsi jeter ses ordures organiques dans l’évier, le cochon se trouvant dans l’armoire en dessous y trouvant une nourriture providentielle ;
13. un croisement entre un renoncule et d’un milkweed, qui permet de réaliser de très jolies robes roses pour les vaches ;
14. un croisement entre un canard et une banane.  De la sorte, on s’épargne la corvée de devoir plumer le canard, il suffit de l’éplucher ;
15. un croisement entre une orange et un fir tree (il s’agit d’un jeu de mots entre fir et fur, désignant une fourrure), qui vise à protéger les fruits du gel de l’hiver.  En effet, grâce à ce croisement, chaque fruit est doté d’un petit manteau chaud ;
16. un croisement entre une tomate et un pamplemousse.  Il vise à lutter contre les clients qui palpent inlassablement les fruits dans l’étalage du marchand en les arrosant ;
17. un croisement entre un sapin de Noël et un parapluie qui résout enfin le problème du rangement du sapin après les fêtes : il suffit de le replier et de le stocker dans le porte-parapluies de l’entrée ;
18. une plante mutante destinée à ceux qui habitent en appartement sans jardin : cette minuscule plante en pot produit un grand nombre de fruits et de légumes ;
19. un croisement entre un mouton et un teckel, moyen très utile d’augmenter le volume de laine récolté par animal ;
20. un croisement entre un mouton et des sous-vêtements longs, il devient ainsi beaucoup plus facile de récolter la laine sans devoir tondre le mouton, il n’y a que le déloger de son sous-vêtement de laine ;
21. un croisement entre un cheval de course et une girafe : destiné aux parieurs car même s’il court moins vite, en abaissant son cou il dépasse les autres chevaux d’une tête et remporte la course ;
22. un croisement entre une cigogne et un wapiti : ainsi dotée de bois, la cigogne peut y accrocher plusieurs bébés et livrer les familles nombreuses.

## Fiche technique
- Réalisateur : Tex Avery
- Producteur : Fred Quimby pour Metro-Goldwyn-Mayer
- Synopsis : Heck Allen
- Genre : Comédie, Film d'animation
- Pays de production :  États-Unis
- Format : Couleur (Technicolor)
- Date de sortie : 1954
- Durée : 6 min 28 s